# FC Brünninghausen
Der FC Brünninghausen (offiziell: Fußball-Club Brünninghausen 1927 e. V.) ist ein Sportverein aus dem Dortmunder Stadtteil Brünninghausen. Die erste Fußballmannschaft spielte von 2016 bis 2019 und in der Saison 2023/24 in der Oberliga Westfalen.

## Geschichte
Der Verein geht auf dem im Jahre 1927 gegründeten Arbeitersportverein Arbeiter-Turn und Sportverein Vorwärts Brünninghausen zurück, der sechs Jahre später von den Nationalsozialisten verboten und aufgelöst wurde. Im Jahre 1946 kam es zur Neugründung des Vereins. Wann der Beiname Vorwärts aus dem Vereinsnamen gestrichen wurde, ist unbekannt. Neben Fußball bietet der FC Brünninghausen auch Volleyball, Tischtennis, Gymnastik und Bodyfit an. 
Die Fußballer schafften im Jahre 1975 erstmals den Aufstieg in die Bezirksklasse. Dort wurde die Mannschaft 1980 Vizemeister hinter Blau-Gelb Schwerin und sicherte sich ferner 1987 und 1990 jeweils den dritten Platz. 1992 folgte der Abstieg in die Kreisliga A. Von 2002 bis 2005 spielte die Mannschaft noch einmal in der Bezirksliga. Zwei Jahre später gelang der Wiederaufstieg in die Bezirksliga. Im Jahre 2009 stieg die Mannschaft ungeschlagen in die Landesliga Westfalen auf. Zwei Jahre später wurde die Mannschaft Landesligameister und schaffte den Sprung in die Westfalenliga. In der ersten Westfalenligasaison 2011/12 gelang der Klassenerhalt, bevor die Brünninghausener ein Jahr später mit einem Punkt Rückstand hinter dem SV Zweckel Vizemeister wurden. Durch eine 0:3-Niederlage im Entscheidungsspiel gegen den FC Eintracht Rheine im neutralen Ascheberg verpassten die Dortmunder den Aufstieg in die Oberliga.
Nach einem sechsten und einem fünften Platz gelang den Brünninghausenern in der Saison 2015/16 der Aufstieg in die Oberliga nach einer Serie von sieben Siegen in Folge zum Saisonende. Dabei überholte die Mannschaft noch den lange Zeit führenden 1. FC Kaan-Marienborn, die zu Beginn der Siegesserie der Dortmunder noch zwölf Punkte Vorsprung auf ebenjene Mannschaft hatte. Hinter dem sportlichen Aufschwung steht mit Stefan Heinig der Inhaber der Discounter KiK und TEDi, der früher als Spieler und Schiedsrichter beim FC Brünninghausen aktiv war. Durch das Sponsoring wird der Verein gelegentlich als BSG KiK/TEDi verspottet. Seit März 2017 verhandelte der FC Brünninghausen mit dem Hombrucher SV über eine Fusion, die für die Saison 2018/19 angestrebt wurde. Zu einer Einigung kam es jedoch nicht. 
Stattdessen stieg der FC Brünninghausen 2019 wieder in die Westfalenliga ab. Vier Jahre später wurde die Mannschaft dort Vizemeister hinter Türkspor Dortmund und kehrte nach einem 2:0-Sieg im Entscheidungsspiel gegen den SC Peckeloh in die Oberliga Westfalen zurück. Nach einem Jahr in der fünfthöchsten Spielklasse ging es für den FC Brünninghausen zur Saison 2024/25 allerdings wieder zurück in die Westfalenliga. Dort sorgte der Verein im März 2025 an vierter Stelle stehend für Schlagzeilen, als die Spieler einen Streik ausriefen und nicht zum Spiel gegen den Lüner SV antraten. Hintergrund war, dass der Verein dem Trainer und dem sportlichen Leiter mitteilten, dass sie am Saisonende gehen sollten. Die Saison beendete man mit einer Mannschaft mit Spielern und Trainerteam aus der eigenen A-Jugend und Spielern, die sich entschieden aus dem Streik zurückzukehren. So holte man im weiteren Saisonverlauf noch genügend Punkte, um den Klassenerhalt zu sichern und in der Saison 2025/26 einen Neuanfang in der Westfalenliga zu starten.

## Stadion
Heimspielstätte des FC Brünninghausen ist die Garandus-Arena (ehemals Sportplatz Am Hombruchsfeld) mit einer Kapazität von 2800 Plätzen. Im Jahre 2009 wurde der bisherige Tennenplatz durch einen Kunstrasen ersetzt. Im April 2013 wurde eine überdachte Tribüne mit etwa 200 Sitzplätzen eingeweiht. Im August 2024 gab der Verein bekannt, dass man mit der GARANDUS-Gruppe eine Partnerschaft abgeschlossen hat, die unter anderem die Umbenennung des Stadions in Garandus-Arena beinhaltet.

## Jugendabteilung
Der FC Brünninghausen besitzt eine überaus erfolgreiche Jugendabteilung und spielt mit allen Mannschaften des älteren Juniorenjahrgangs im überkreislichen Fußball. Im Jahr 2024 feierte man einen besonderen Erfolg als man mit der B-Jugend erstmals in die zweithöchste Spielklasse, die Westfalenliga aufstieg und dort in der folgenden Saison auch den Klassenerhalt sicherte. 

## Persönlichkeiten
- Michael Griehsbach
- Stefan Heinig
- Bastian Pinske
- Marcel Stenzel